# Letchworth
Letchworth of Letchworth Garden City is een civil parish in het bestuurlijke gebied North Hertfordshire, in het Engelse graafschap Hertfordshire. De plaats telt 33.249 inwoners.
De 'Garden City' Letchworth werd in 1903 opgericht naar ontwerp van Raymond Unwin en Barry Parker. Zij waren sterk beïnvloed door Ruskin en William Morris en zagen in Letchworth een goede mogelijkheid om hun ideeën te verwezenlijken. Als interpretatie van het door Ebenezer Howard (1850-1928) opgestelde concept was het een van de eerste new towns en de eerste tuinstad met een ontwerp gericht op de integratie van het platteland met het stadsleven.
Sir Ebenezer Howard ging in 1871 met een longaandoening voor genezing naar een familieboerderij in Nebraska-Amerika. In 1872 verhuisde hij naar een expanderend Chicago, in opbouw na een enorme stadsbrand, waar in Riverside een stedelijk experiment werd uitgevoerd met veel groen van de planoloog Frederick Law Olmsted. De community-gedachte (Social Welfare) en geboden woonkwaliteiten brachten Sir Howard op het idee om een dergelijk experiment in de United Kingdom op te zetten, met haar overbevolkte industriesteden en grote armoede. Na vele jaren voorbereiding werd op 10 juni 1899 "The Garden City Association" opgericht. In 1903 werd te Letchworth een geschikt bouwterrein (1,5 ha) gevonden. Sir Ebenezer Howards initiatief te Letchworth vormde na Olmsted in de U.S.A. het eerste Europese initiatief tot een "Garden City". In Duitsland, Nederland, België en andere landen kreeg het idee van Olmsted en initiatief van Sir Ebenezer Howard navolging.
De naam van de plaats is afkomstig van een van de drie omliggende dorpen (de andere zijn Willian en Norton). Het ontwerp van de tuinstad Letchworth kreeg verschillende navolgers waarbij elementen van het ontwerp werden toegepast, zoals bij Welwyn Garden City, Canberra, Hellerau (Dresden, Duitsland), Tapanila (Finland) en Mežaparks.

## Geboren in Letchworth
- James Lovelock (1919-2022), wetenschapper, auteur, onderzoeker en milieubeschermer
- Simon West (1961), filmregisseur, scenarist en producent